# Ernesto Soto (Rennfahrer, 1943)

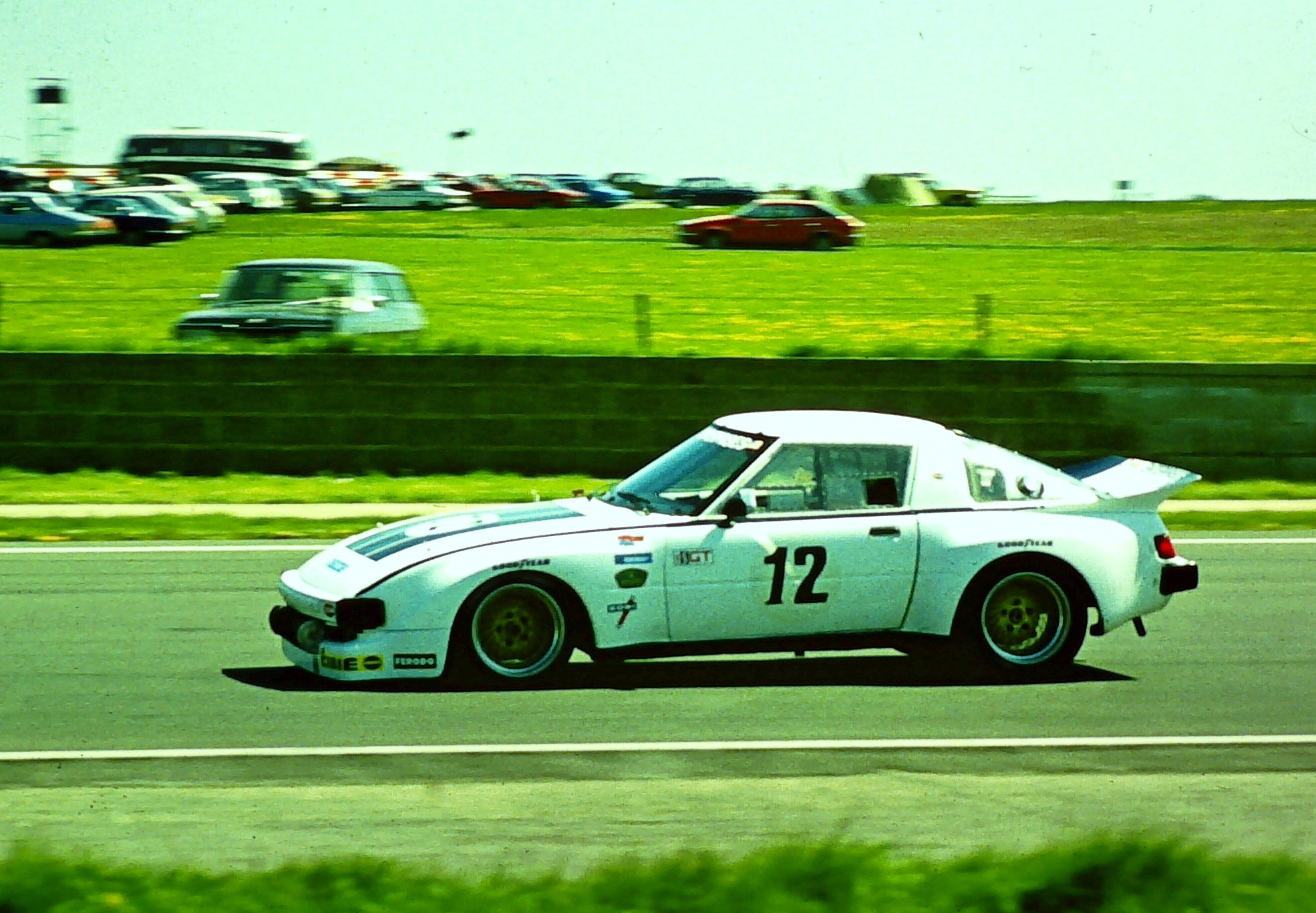
Der von Ernesto Soto gefahrene Mazda RX-7 beim 6-Stunden-Rennen von Silverstone 1980

Ernesto Federico Soto (* 18. August 1943 in Maracaibo; † 6. Januar 1995 in Miami) war ein venezolanischer Automobilrennfahrer.

## Karriere
Der in Venezuela geborene Ernesto Soto ist nicht zu verwechseln mit dem 1954 geborenen argentinischen  Rallyefahrer gleichen Namens der 2007 verstarb. Soto begann mit dem Motorsport in den 1960er-Jahren in Venezuela auf einem DKW und wechselte später zu den Monoposto-Formeln Ford, Vau, Atlantic und 2.
In den Vereinigten Staaten wurde der 1978 bekannt. Das 24-Stunden-Rennen von Daytona dieses Jahres hatte er ursprünglich als Elfter der Gesamtwertung beendet und dabei mit einem Porsche 911 die GTU-Klasse gewonnen. Nach dem Rennen verweigerte der Fahrzeugbesitzer die technische Kontrolle, was zur sofortigen Disqualifikation führte. Hintergrund war ein illegaler, zu hubraumstarker Motor. In den 1980er-Jahren ging er regelmäßig in der IMSA-GTP-Serie an den Start. Seine beste Platzierung in der Gesamtwertung war der fünfte Rang beim 24-Stunden-Rennen von Daytona 1982. Einmal, 1980, war er auch beim 24-Stunden-Rennen von Le Mans gemeldet und beendete diese Veranstaltung als 21. im Schlussklassement.
Er starb 1995 bei einem Autounfall.

## Statistik

### Le-Mans-Ergebnisse
| Jahr | Team                   | Fahrzeug   | Teamkollege   | Teamkollege     | Platzierung | Ausfallgrund |
| ---- | ---------------------- | ---------- | ------------- | --------------- | ----------- | ------------ |
| 1980 | Z & W Enterprises Inc. | Mazda RX-7 | Mark Hutchins | Pierre Honegger | Rang 21     |              |

### Sebring-Ergebnisse
| Jahr | Team               | Fahrzeug            | Teamkollege      | Teamkollege     | Platzierung            | Ausfallgrund |
| ---- | ------------------ | ------------------- | ---------------- | --------------- | ---------------------- | ------------ |
| 1978 | Bill Scott Racing  | Porsche 911         | Francisco Romero |                 | Rang 6 und Klassensieg |              |
| 1979 | Hector Huerta      | Porsche Carrera RSR | Francisco Romero |                 | Rang 15                |              |
| 1980 | Porsche Montecarlo | Porsche Carrera RSR | Luis Méndez      | Jaime Rodríguez | Ausfall                | Defekt       |
| 1982 | T & R Racing       | Porsche Carrera RSR | Tico Almeida     | Rene Rodríguez  | Rang 10                |              |
| 1983 | T & R Racing       | Porsche 935M16      | Tico Almeida     |                 | Ausfall                | Unfall       |